# Fiorina Cecchin
Fiorina Cecchin   (Cittadella, 3 d'abril de 1877 - mar Roja, 13 de novembre de 1925) va ser una catòlica romana italiana religiosa a les Germanes de sant Josep Benet del Cottolengo.
La mala salut va impedir la seva entrada inicial a la vida religiosa quan tenia divuit anys abans de ser acceptada a les Germanes Cottolengo a Treviso. A causa del retard de la seva professió religiosa va treballar com a cuinera per als seus col·legues abans de rebre el permís per unir-se a les missions a Àfrica on va arribar el 1905. Cecchin va esdevenir una figura popular a les missions per la seva cura i atenció als pobres i malalts amb els quals va passar molt de temps. Es va destacar pel seu activisme zelós i la manera en què educava els nens en el catecisme.
El procés de beatificació va començar a Torí el 2014 i es va titular com a Serventa de Déu. Cecchin va ser beatificada el 5 de novembre de 2022 a Meru després que un miracle que se li atribuïa des del 2013 rebé l'aprovació papal.f>